# Carlsson Autotechnik
La Carlsson Autotechnik GmbH è un'azienda specializzata in preparazioni motoristiche, meccaniche ed estetiche di autovetture, per la maggior parte su base Mercedes-Benz.

## Notizie storiche
Questa azienda fu fondata a Merzig nel 1989 dai fratelli Rolf ed Andreas Hartge, che utilizzarono un terreno di 25 000 m². Il nome Carlsson è quello del pilota svedese Ingvar Carlsson, il quale, tempo prima, correva su vetture Mercedes-Benz e che al momento della nascita dell'azienda non era più in attività e si era invece impegnato a fornire consulenza tecnica per la neonata azienda che portava il suo nome. Dal momento che le Mercedes-Benz erano state le vetture più conosciute da Carlsson, l'azienda dei fratelli Hartge in seguito si occupò quasi esclusivamente di vetture della casa automobilistica della "stella a tre punte", anche se ogni loro creazione reca in realtà il logo della Carlsson (vedi Archiviato il 25 dicembre 2016 in Internet Archive.).
Tuttavia, nei primi dieci anni di attività, la Carlsson non si occupò solamente di preparazioni, ma anche di gare: infatti, era stata fondata anche una squadra privata, la Carlsson Racing, che partecipò ad eventi come la 24 Ore del Nürburgring e la Parigi-Dakar.

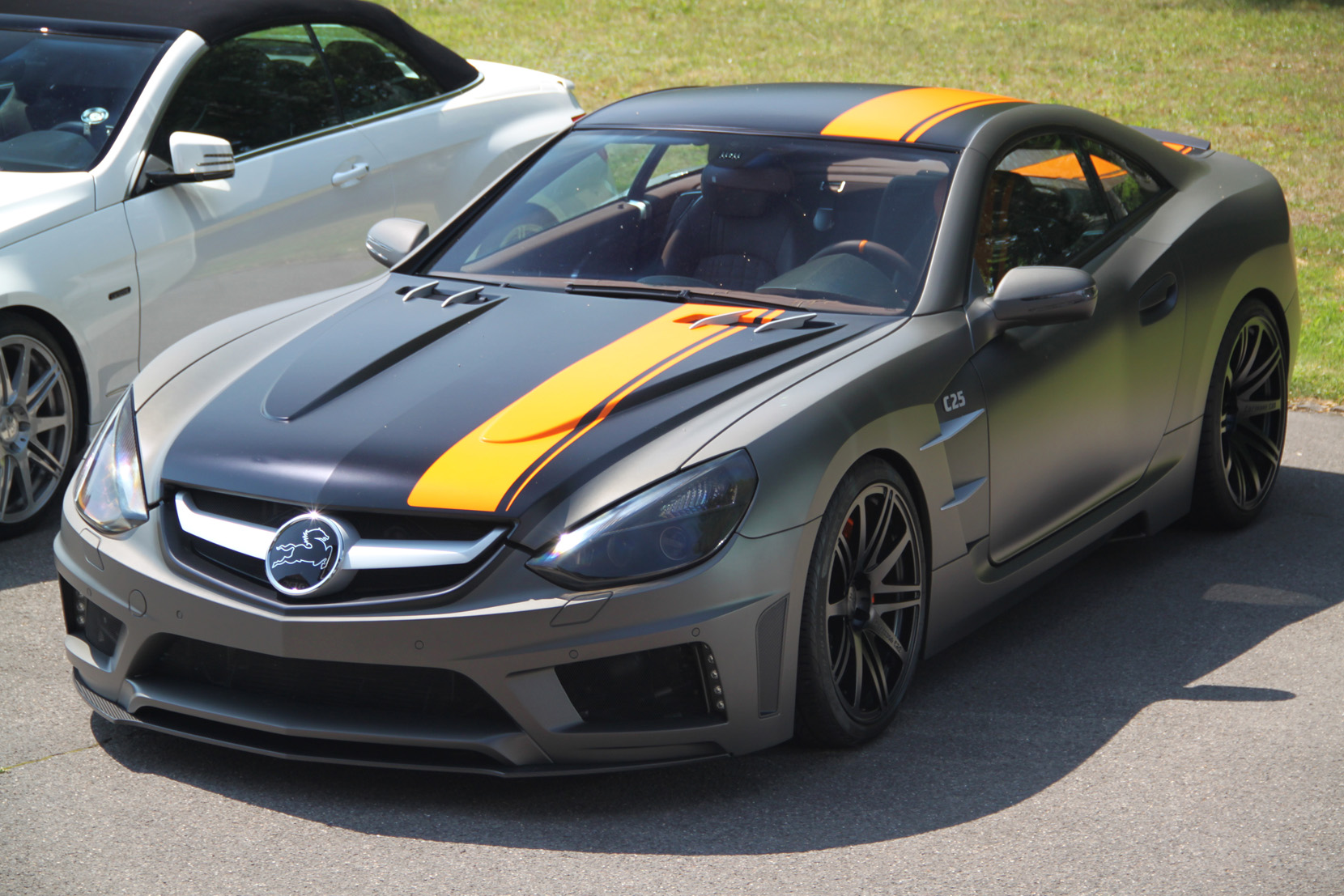
Carlsson C25

Dal 1999 in poi si dedicò quasi esclusivamente a preparazioni su base Mercedes-Benz: l'attività ricopre praticamente tutta la gamma Mercedes-Benz, comprese le piccole Smart.
Attualmente è uno dei preparatori più noti al mondo.

## Prodotti

### Carlsson/Aigner CK65 RS Eau Rouge
Presso il salone automobilistico di Ginevra del 2008 la Carlsson, in collaborazione con la Aigner, realizzò la CK65 RS Eau Rouge, versione elaborata della Mercedes-Benz CL65 AMG. Rispetto alla versione di base, la Eau Rouge presentava un propulsore V12 che, grazie ad una rimappatura della centralina, l'introduzione di nuovi filtri dell'aria e di un nuovo sistema di scarico, poteva erogare la potenza di 700 cv con 1100 Nm di coppia. Ciò permetteva al veicolo il raggiungimento di una velocità massima di 320 km/h, con accelerazione da 0 a 100 km/h in 3,9 secondi. Gli interni vennero rielaborati dalla Aigner con l'introduzione di numerosi elementi composti da materiali pregiati, mentre i cerchi di serie vennero cambiati con modelli in lega avvolti da pneumatici sportivi Dunlop SP Sport Maxx. L'aerodinamica era stata migliorata con l'introduzione di nuovi componenti in carbonio, mentre l'assetto era stato abbassato tramite un kit sospensioni C-Tronic.

### Carlsson C25
Al Salone dell'automobile di Ginevra del 2010, la Carlsson ha esposto la sua prima Gran Turismo, interamente progettata e costruita nella sede di Merzig: la C25, ispirata nelle linee alle Mercedes-Benz più esclusive, il telaio e la meccanica derivano da quelli della Mercedes-Benz SL, è equipaggiata con un motore V12 biturbo in grado di erogare una potenza massima di 753 CV con coppia motrice autolimitata a 1150 Nm. Questa costosa vettura è stata prodotta in soli 25 esemplari (da cui la sigla della sua denominazione).

### Carlsson Super-GT C25
Nel giugno del 2012, la Carlsson ha presentato una variante della propria sportiva, la Super-GT C25, destinata unicamente al mercato cinese, è caratterizzata da una carrozzeria totalmente in carbonio, da uno scarico in alluminio e da un propulsore V8 da 450 CV.

### Carlsson GLK
Presso il salone automobilistico di Essen del 2013 è stata presentata una versione speciale della GLK. Il veicolo si presenta con diversi aggiornamenti estetici che comprendono paraurti anteriore, splitter e prese d'aria migliorati per consentire una maggiore aerodinamicità complessiva. Sono inoltre stati inseriti una nuova calandra coperta da una retina sportiva, un nuovo estrattore cromato e un nuovo impianto di scarico dotato di quattro terminali. L'assetto è stato ribassato e i cerchioni in alluminio sono stati sostituiti con dei modelli in lega.
Gli interni prevedono battitacco illuminati, nuovi tappetini, selleria in pelle, alcantara e finiture in legno. Il propulsore di cui è dotato il mezzo è un 2.1 Biturbo ad alimentazione diesel che presenta, grazie ai vari potenziamenti applicati, 34 cv in più rispetto alla versione originale. La potenza totale cresce così a 268 cv, con una coppia di 100 Nm.

### Carlsson CS50 Versailles
Presso il salone automobilistico di Ginevra del 2014 la Carlsson ha presentato una propria versione della Mercedes-Benz S500. Denominata CS50 Versailles, è dotata di un propulsore da 700 cv di potenza e numerosi componenti esterni ed interni realizzati in oro. Ne sono previsti 25 esemplari.

### Carlsson CG63 AMG 6x6
Dopo l'uscita sul mercato del Mercedes-Benz G63 AMG 6x6, l'elaboratore tedesco ne ha realizzato un modello modificato denominato CG63. Rispetto alla versione standard, il propulsore del veicolo venne dotato del CK63 Performance Kit, il quale aumentò la potenza del propulsore a 650 cv con 900 Nm di coppia. Gli interni vennero anch'essi rivisti con l'introduzione di componenti realizzati in pelle, Alcantara ed alluminio.